# Robești, Vâlcea

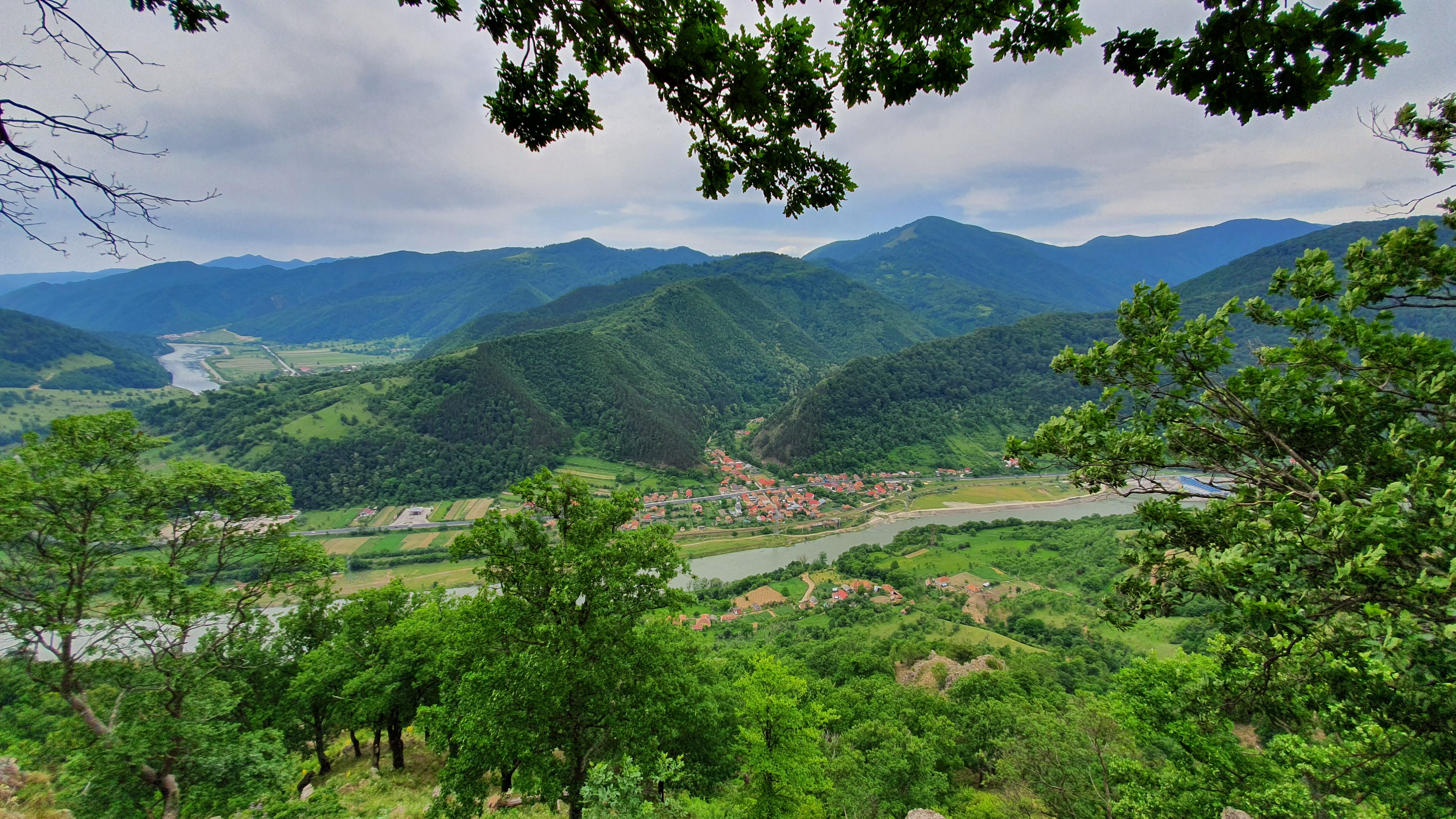
Satul Robesti vazut din Priloage

Robești este un sat în comuna Câineni din județul Vâlcea, Oltenia, România. Satul este situat pe Valea Oltului, la o distanta de 48 kilometri de Sibiu si 52 kilometri de Râmnicu Valcea.

## Istorie
- 1456 – Este menționat toponimul Robești într-un hrisov.
- 1599 – Trupe din armata lui Mihai Viteazul, în număr de 6 000 de luptători, conduse de boierii Buzești, trec pe Valea Oltului, înaintea luptei de la Șelimbăr, poposind în zona Robești.
- 1670 – 29 august. Atestare a muntelui Robu si a satului Robesti.Cel mai probabil denumirea satului provine de la muntele Robu (1899 m altitudine) find asociata cu cei care detineau si exploatau padurile si pasunile alpine din acel areal.
- 1777 – Este zidita biserica Sf. Voievozi Mihail și Gavril din Robești de către Vătaful Din Robescu . Biserica a fost finalizata in 1817 si  are pictură interioară și exterioară, fiind declarată monument istoric .
- 1841 – A luat ființă școala din Robești.
- 1855 – In Robești erau 64 de familii
- 1877 – 18 iulie. S-au rechiziționat 350 de oameni în vederea tăierii și transportării a 620 de grinzi de 9-10 m. fiecare, din pădurile moșnenilor din Câineni, Robești și Călinești și apoi transportarea lor cu 180 de care cu câte 2 boi la Olt pentru a fi formate plute necesare in razboiul de independenta
- 1890 – S-a înființat comuna Robești cu satele Robești și Sărăcinești.
- 1901 – 1 septembrie. Se înființează stația de cale ferată la Robești.
- 1955 – In Robești s-a construit un local pentru Căminul Cultural.
- 1977 – In Robești erau 361 de locuitori.
- 2011 – 20 decembrie. Este inaugurata Hidrocentrala din Robești dupa o investie de 75 milioane de euro.

## Personalități
- Sporiș Nicolae, scriitor și diplomat.
- Frântu Marcela, publicist

## Vezi și

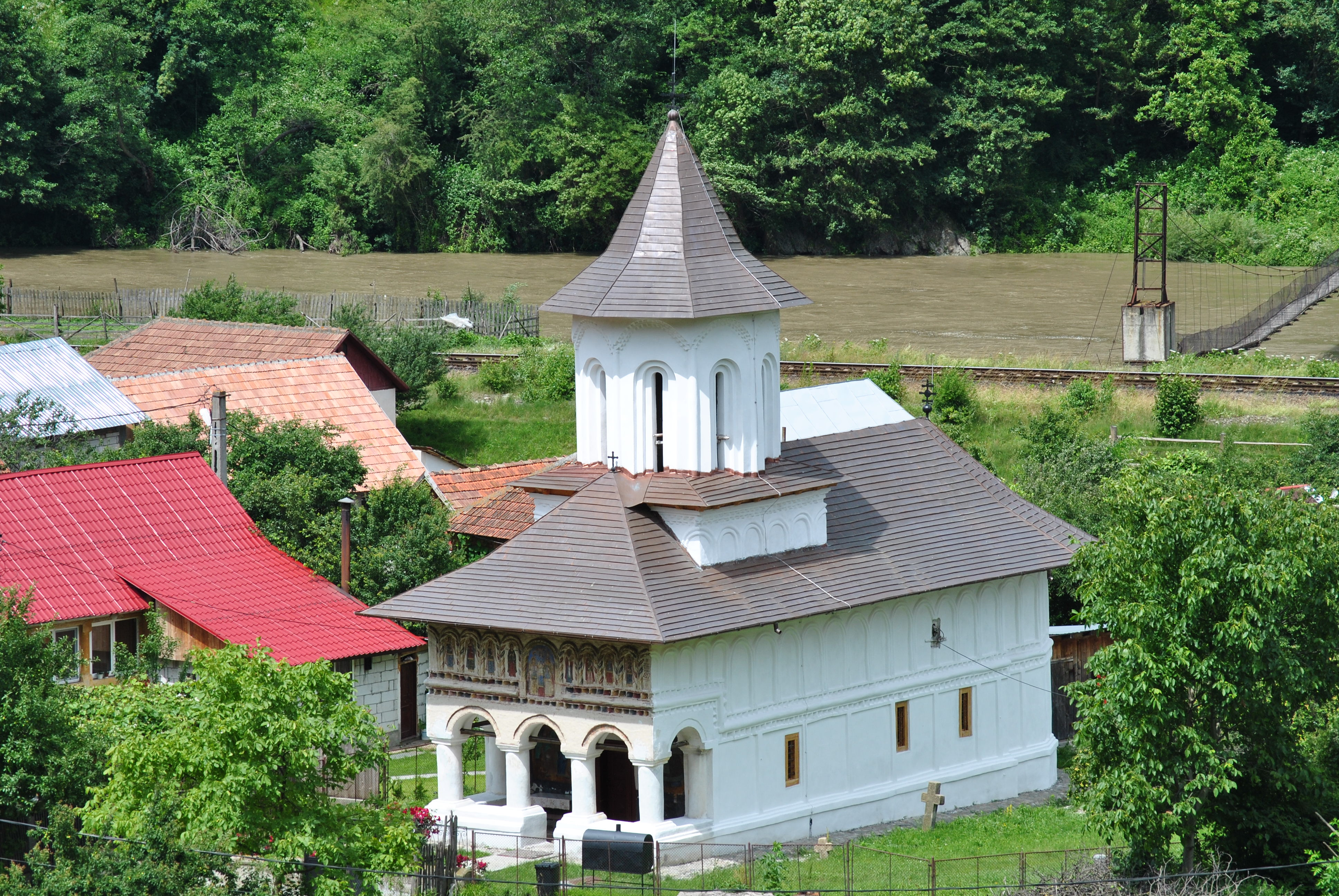
Biserica din Robesti

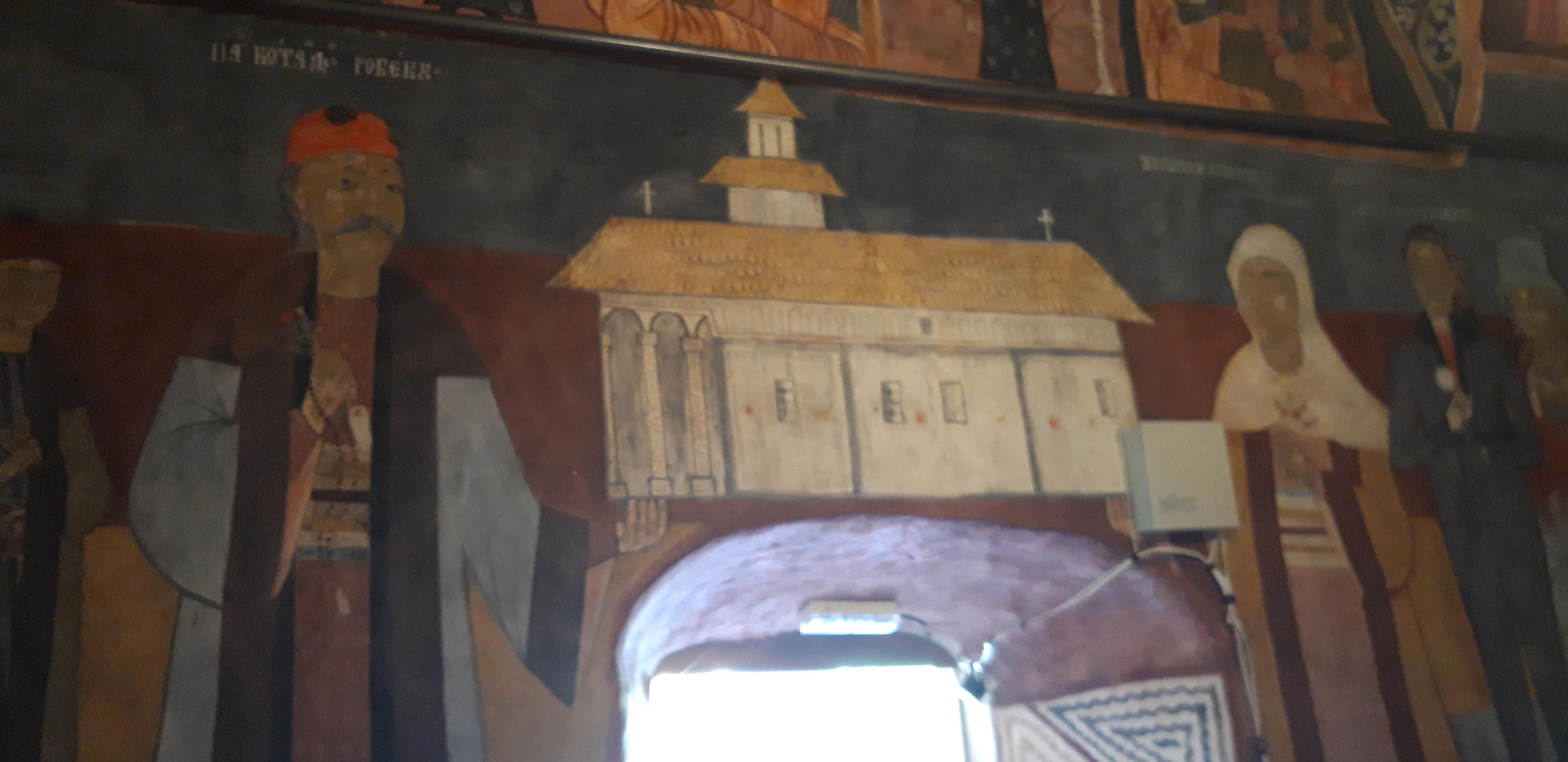
vataful Din Robescu, ctitorul bisericii din Robesti

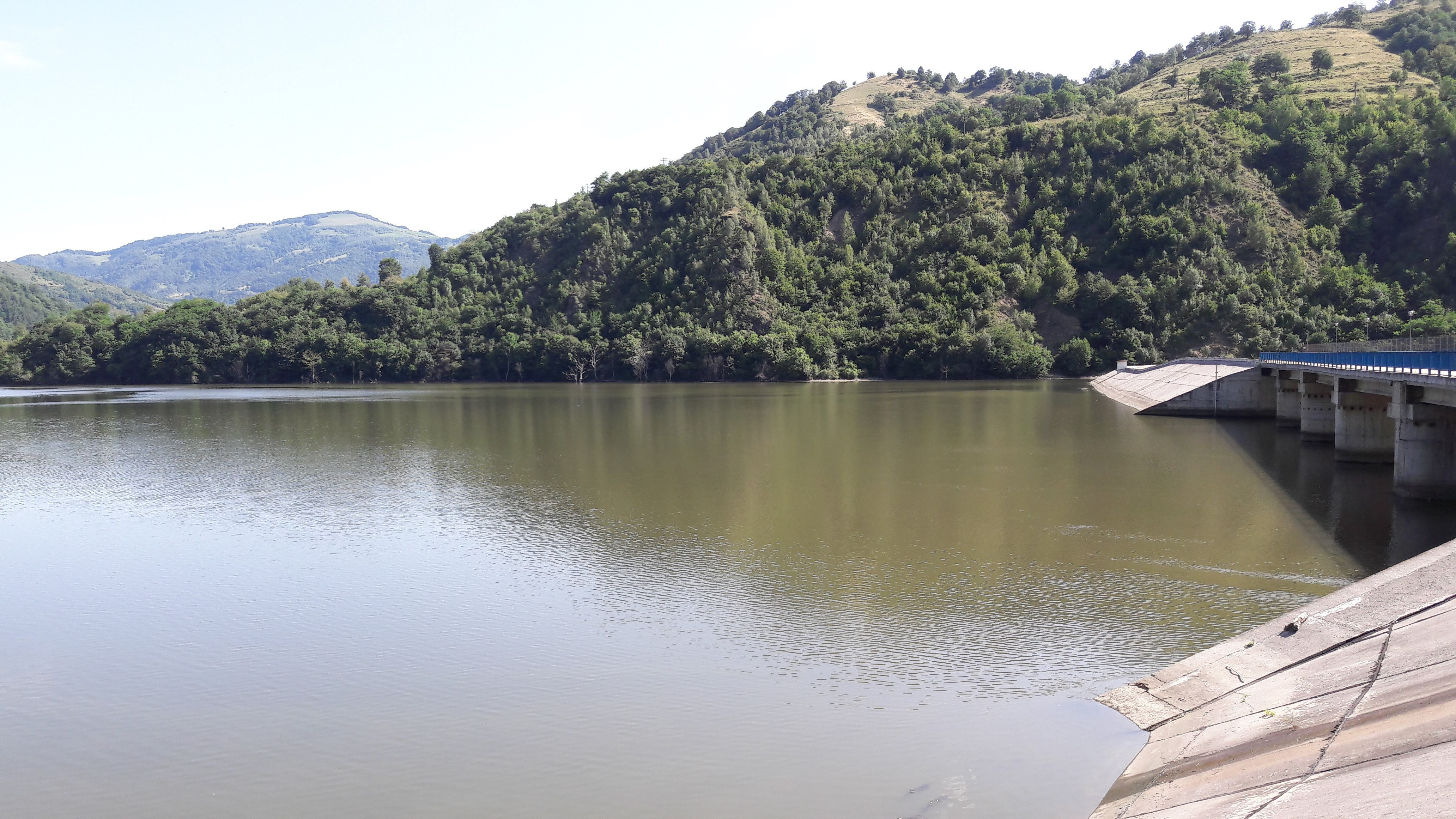
Hidrocentrala Robesti